# Peder Christian Kirkegaard
Peder Christian Kirkegaard (født 11. januar 1956 i Hald) er en dansk politiker og landmand. Han har siden 2013 været borgmester i Skive Kommune, valgt for Venstre .
Han meddelte 18. august 2024, at han ikke genopstiller til kommunalvalget i 2025.